# Хасіратані Коіті
Хасіратані Коіті (яп. 柱谷 幸一, нар. 1 березня 1961, Кіото —) — японський футболіст, що грав на позиції нападника.

## Клубна кар'єра
Грав за команду Ніссан Моторс, Урава Ред Даймондс, Касіва Рейсол.

## Виступи за збірну
Дебютував 1981 року в офіційних матчах у складі національної збірної Японії. У формі головної команди країни зіграв 29 матчів.

## Статистика
Статистика виступів у національній збірній.
| Збірна Японії | Збірна Японії | Збірна Японії |
| Роки          | Ігри          | голи          |
| ------------- | ------------- | ------------- |
| 1981          | 9             | 0             |
| 1982          | 3             | 0             |
| 1983          | 1             | 0             |
| 1984          | 5             | 1             |
| 1985          | 9             | 2             |
| 1986          | 2             | 0             |
| Усього        | 29            | 3             |